# Немецкая альтернатива
Немецкая альтернатива (нем. Deutsche Alternative) — германская ультраправая организация 1989—1992 годов. Создана по инициативе Михаэля Кюнена. Стояла на позициях радикального неонацизма и штрассеризма. Активно действовала в восточных землях Германии, на территории бывшей ГДР. Запрещена как антиконституционная.

## Создание и руководство
С 1986 года в Свободной немецкой рабочей партии (FAP) продолжался конфликт между группами Михаэля Кюнена и Юргена Мослера. Мослер требовал изгнания Кюнена как гомосексуалиста. Председатель FAP Фридхельм Буссе взял сторону Мослера, поскольку конкурировал за влияние с Кюненом. В 1989 году Мослер и его сторонники добились выхода Кюнена из FAP.
Вместе с Кюненом ушли его сторонники — преимущественно члены GdNF, бывшего ANS/NA и бременской организации FAP. На этой кадровой основе была учреждена новая неонацистская организация — Немецкая альтернатива (DA). Ближайшими сподвижниками Кюнена выступали нацистский ветеран Вальтер Маттхай и австрийский неонацист Готфрид Кюссель.
К новой организации примкнули нескольких мелких неонацистских группировок (Антисионистский фронт, Свободное профсоюзное движение, Народная лига Рудольфа Гесса). В активе DA встречались республиканцы и представители Национал-демократической партии (NPD).
Формально председателем DA был Хайнц Вернер Зеегер, ранее возглавлявший парторганизацию FAP в Бремене. В DA состояли функционеры NPD Клаус Бейер и Роман Данненберг, идеолог язычества и организатор неонацистской боевой группы Арнульф Прием, писательница-антисемитка Ингрид Веккерт. Молодёжную группу возглавлял осси из ГДР Франк Хюбнер, в своё время занимавший низовую должность в ССНМ. Ячейки в восточных землях курировал молодой диссидент ГДР Инго Хассельбах. Однако реальным лидером и главным идеологом организации оставался Михаэль Кюнен.

## Идеи и деятельность
16 марта 1990 DA получила официальную регистрацию. Количество членов достигало 700 человек. Организация уделяла особое внимание развёртыванию на территории бывшей ГДР. Кюнен разработал с этой целью Arbeitsplan Ost — Рабочий план «Восток». Франк Хюбнер ещё в ГДР арестовывался за создание неонацистской группировки. В крупном восточногерманском городе Котбус популярность DA в начале 1990-х была сопоставима с СДПГ. 7 июля 1990 съезд DA в Котбусе избрал новое руководство во главе с председателем Карстеном Вольтером.
Идеология DA определялась радикально неонацистскими взглядами Кюнена. Организация призывала создать «Четвёртый рейх», изгнать из Германии всех жителей не немецкой национальности. Организация проводила марши памяти Рудольфа Гесса, концерты нацистской музыки. Велась вербовка немецких добровольцев на хорватскую сторону в югославской войне. Мероприятия DA регулярно оборачивались уличными столкновениями с антифа. Гитлер, Рём, Гесс и Геббельс считались «почётными членами» DA.
25 апреля 1991 умер Михаэль Кюнен. Вопрос о преемнике решался около трёх месяцев. В июле на собрании в Дуйсбурге председателем был избран Франк Хюбнер, его заместителем — Рене Косвиг. Таким образом, руководство перешло от западногерманских неонацистских ветеранов к выходцам из ГДР, опиравшимся на местных скинхедов.
В идеологии Хюбнер сохранял ориентацию Кюнена на штрассеровско-ремовские традиции НСДАП и СА (хотя подчёркивал «мирный» характер деятельности). В пропаганде DA были заметны не только националистические, ксенофобские и реваншистские (например, требования возврата польской Силезии), но и социалистические мотивы. DA выступала против «социального обнищания», за всеобщее трудоустройство, снижение потребительских цен и арендной платы за жильё. В неонацистских выступлениях Хюбнера периодически звучала и ностальгия по порядкам ГДР, и ссылки на Ленина, выученные в восточногерманском комсомоле.

## Запрет
В октябре 1992 года стало известно, что DA планирует создание «мобильных групп» — постоянно действующих «штурмовых» подразделений. 10 декабря 1992 МВД ФРГ отреагировало запретом DA как антиконституционной организации. Попытка судебного обжалования осталась без последствий.
Неформально структура DA сохранялась в Котбусе на протяжении всех 1990-х годов. Одним из её лидеров оставался Рене Косвиг.